# Ulota drummondii
Ulota drummondii là một loài Rêu trong họ Orthotrichaceae. Loài này được (Hook. & Grev.) Brid. miêu tả khoa học đầu tiên năm 1826.